# Burghard Burgemeister

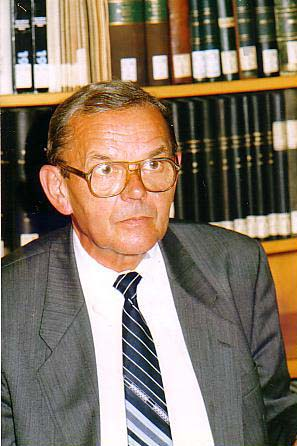
Burghard Burgemeister

Burghard Burgemeister (* 14. Oktober 1925 in Želízy in der Nähe von Mělník, Tschechoslowakei; † 28. November 2003 in Dresden) war ein deutscher Bibliothekar und von 1959 bis 1990 Direktor der Sächsischen Landesbibliothek in Dresden.

## Leben
Kindheit und Jugend verbrachte er im tschechoslowakischen Dorf Želízy. Noch vor dem Abschluss des Abiturs wurde er zur Wehrmacht eingezogen und gelangte zum Kriegsende für kurze Zeit in amerikanische Gefangenschaft. Nach seiner Rückkehr absolvierte Burgemeister einen Lehrgang für Neulehrer und arbeitete 1946 bis 1948 als Mittelstufenlehrer in Kloschwitz bei Plauen im Vogtland. 1948 bis 1951 studierte er an der pädagogischen Fakultät der Leipziger Universität. Im Anschluss an das zweijährige Bibliotheksreferendariat an der Deutschen Staatsbibliothek zu Berlin begann Burgemeister 1953 seine Tätigkeit als Fachreferent in der Sächsischen Landesbibliothek in Dresden und wurde 1959 zum Direktor ernannt. Dieses Amt hatte er 31 Jahre inne. 1962 bis 1964 arbeitete er in Kairo bei der Reorganisation der Universitätsbibliothek mit. 1978 erfolgte die Berufung zum Honorarprofessor. Unter Burgemeisters Leitung entwickelte sich die durch Bombenangriffe und ihren Folgewirkungen von erheblichen Verlusten gekennzeichnete, seit 1947 in einer ehemaligen Kaserne in Dresden untergebrachte und deshalb stark reduzierte Bibliothek zu einer der modernsten Einrichtungen ihrer Art in der DDR. Sein besonderes Augenmerk galt landesbibliothekarischen Aufgaben (Sächsische Bibliographie) und den Sammelschwerpunkten Bildende Kunst, Musik und Geschichte der Technik. Burgemeister verstarb 2003 in Dresden und wurde auf dem Johannisfriedhof beigesetzt.

## Ehrungen
- 2003: Verdienstkreuz 1. Klasse der Bundesrepublik Deutschland

## Schriften
- Emil Adolf Roßmäßler – ein demokratischer Pädagoge 1806–1867. Diss. HU Berlin 1958.
- Zeitschriften in der Erschließungs- und Informationsarbeit wissenschaftlicher Allgemeinbibliotheken. Habil. HU Berlin 1977.
- Aus der Arbeit der Sächsischen Landesbibliothek. Zehnjahrbericht 1966–1975. Sächsische Landesbibliothek, Dresden 1977.
- Analytische Erschließung von Zeitschriften und monographischen Sammelwerken in Bibliotheken. Geschichte und Prinzipien. Bibliographisches Institut, Leipzig 1980.
- Die Sächsische Landesbibliothek 1976–1985. Sächsische Landesbibliothek, Dresden 1987, ISBN 3-910005-03-9.